# マイケル・ヘイズ
マイケル "P.S." ヘイズ（Michael "Purely Sexy" Hayes、本名：Michael Seitz、1959年3月29日 - ）は、アメリカ合衆国の元プロレスラー。フロリダ州ペンサコーラ出身。引退後はWWEのクリエイティブ・ライターを担当している。
1980年代はテリー "バンバン" ゴディらとのタッグチーム・ユニット、ファビュラス・フリーバーズ（The Fabulous Freebirds）のリーダーとして活躍した。WWEではドク・ヘンドリクス（Dok Hendrix）の変名でも活動した。

## 来歴

### 初期 / WCCW
1977年にテネシーのNWAミッドアメリカ地区（後のCWA / USWA）でデビュー。1978年9月から10月にかけては本名のマイケル・セイズ名義で西ドイツのハノーバーに遠征、トミー・ビリントン、ジェリー・モロー、ザ・UFO、ミスター・ヒト、そして同年6月にデビューした国際プロレスの原進とも対戦した。
帰米後の1978年末、ミッドアメリカ地区でテリー・ゴディとファビュラス・フリーバーズを結成、ヒールの若手タッグチームとして頭角を現し、翌1979年にミッドアメリカ・タッグ王座を奪取する。その後、ビル・ワット主宰のMSWAを経て1980年下期よりジョージアのGCWに定着。1981年に一度ゴディと仲間割れを起こすも、1982年まで同地区認定のタッグ王座を再三獲得した。
1982年下期からテキサス州ダラスのWCCWに参戦。MSWAやGCWで共闘したベテランのバディ・ロバーツもメンバーに加わり、トリオのタッグ・ユニットとしてフォン・エリック兄弟（ケビン、デビッド、ケリー）との抗争を繰り広げた。
1984年1月、ゴディとのコンビで全日本プロレスに初来日。1月20日に後楽園ホールでジャイアント馬場&ジャンボ鶴田のインターナショナル・タッグ王座に挑戦した。帰国後の1月28日には、ジョージア州アセンズにてテッド・デビアスを破ったとして、UNヘビー級王座の新王者に認定されている（同王座は2月3日にダラスでデビッド・フォン・エリックに明け渡すが、1週間後の2月10日にデビッドは日本で客死）。
同年はゴディ&ロバーツと共にWWFと契約し、8月25日のマディソン・スクエア・ガーデン定期戦にも出場したが、メンバーを個別に売り出そうとするWWF側のプランに反発し短期間で離脱。10月の全日本プロレス再来日（ゴディと組んで鶴龍コンビのインタータッグ王座に挑み、元王者として天龍源一郎のUN王座にも挑戦）の後、再びWCCWに戻る。1985年からはAWAにも参戦し、ロード・ウォリアーズと抗争。1986年にはビル・ワットのUWFにも登場した。
1987年は単独でベビーフェイスに転向し、11月26日に開催されたジム・クロケット・プロモーションズのスターケード'87にはスティング&ジミー・ガービンと組んで出場、エディ・ギルバート、リック・スタイナー、ラリー・ズビスコと6人タッグマッチで対戦した。フェイスターン後、主戦場のWCCWではフォン・エリック兄弟と共闘してゴディ&ロバーツと遺恨試合を展開したが、ゴディの日本マット定着とロバーツの引退に伴い、1988年に第1期フリーバーズは解散する。ヘイズもWCCWを離れ、テッド・ターナーのNWA（ジム・クロケット・プロモーションズ）買収で発足したばかりのWCWに移籍した。

### NWA / WCW
WCWではヒールとベビーフェイスの両方のポジションで活動し、当初はシングルプレイヤーとして、1989年5月7日にレックス・ルガーからUSヘビー級王座を奪取する。その後、WCCWを共にサーキットしていたジミー・ガービンをパートナーにフリーバーズを再編。同年6月14日にはトーナメントに優勝して旧ミッドアトランティック版のNWA世界タッグ王座を獲得。NWAの形骸化によるタイトル改称後は、1991年2月24日にドゥーム（ブッチ・リード&ロン・シモンズ）からWCW世界タッグ王座を奪取した。
以降USタッグ王座を2回に渡って獲得した後、1992年末にガービンがWCWを離脱し第2期フリーバーズは解散。その後はポール・E・デンジャラスリー率いるデンジャラス・アライアンスへの加入やポール・オーンドーフとの抗争などを経て、1995年に怪我のため現役を引退。ヒールのカラー・コメンテーターとしてWWFへ移籍した。

### WWF / WWE
移籍後はドク・ヘンドリクスの変名でコメンテーターやインタビュアー、情報コーナーのホストなどを担当する一方、プロデューサーとしても活躍（1996年6月23日のキング・オブ・ザ・リングにおいて、"Austin 3:16 says I just whipped your ass! " が飛び出したジェイク・ロバーツとの優勝戦後のストーン・コールド・スティーブ・オースチンへのインタビューを行ったのもヘイズである）。以来、ブレット・ハート時代のニュー・ジェネレーション期からスティーブ・オースチンやザ・ロックらのアティテュード路線、そして近年に至るまで、WWEのストーリー構成を手掛けている。1999年には当時彼がプッシュしていたハーディー・ボーイズのマネージャー役を務めたこともあった。
2001年4月1日にはマイケル・ヘイズ名義でレッスルマニアX-Sevenのギミック・バトルロイヤルに出場。同年8月11日には、前月16日に急逝したテリー・ゴディのトリビュート・イベント "Terry Gordy Memorial Show" に参加、ゴディの息子レイ・ゴディと新生フリーバーズを結成してメインイベントを飾った。
2005年12月5日のRAWではエッジのトーク・コーナー「カッティング・エッジ」に登場し、かつての盟友テリー・ゴディを侮辱したエッジに攻撃を仕掛けるも返り射ちに遭っている。2007年12月7日のスマックダウンではMVPの「VIPラウンジ」に出演してWCCWのDVDを紹介。口論の末に乱闘となり、劣勢になったところをレイ・ミステリオに救出された。
2008年4月、マーク・ヘンリーに宴席上で人種差別的な発言をしたとして60日間の謹慎処分を受けたが、ヘイズ自身には悪意はなくヘンリーもジョークとして受け止めたために大きな問題にはならなかった。2009年4月4日には、フォン・エリック・ファミリーのWWE殿堂入りのインダクターを務めている。
2016年、ファビュラス・フリーバーズとして、テリー・ゴディ、バディ・ロバーツ、ジミー・ガービンと共に自身もWWE殿堂に迎えられた。

## 得意技
- DDT
- ブレーンバスター
- エルボー・ドロップ
- エルボー・バット
- ブルドッギング・ヘッドロック

## 獲得タイトル
NWAミッドアメリカ

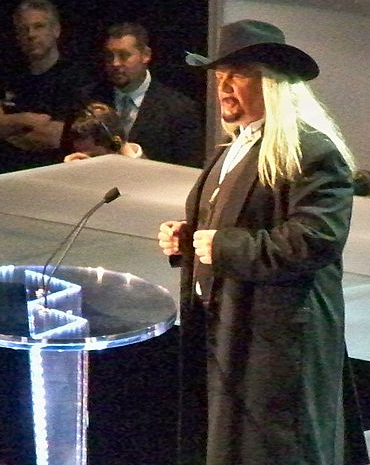
WWE殿堂式典にて（2009年）

- NWAミッドアメリカ・タッグ王座：2回（w / テリー・ゴディ）[5]

ミッドサウス・レスリング・アソシエーション
- ミッドサウス・タッグ王座：1回（w / テリー・ゴディ）[25]

ジョージア・チャンピオンシップ・レスリング
- NWAジョージア・タッグ王座：1回（w / テリー・ゴディ）[26]
- NWAナショナル・タッグ王座：4回（w / テリー・ゴディ×3、Otis Sistrunk×1）[6]

ワールド・クラス・チャンピオンシップ・レスリング
- NWAアメリカン・タッグ王座：1回（w / テリー・ゴディ）[27]
- NWA世界6人タッグ王座（テキサス版）：5回（w / テリー・ゴディ&バディ・ロバーツ）[28]
- WCWA世界タッグ王座：2回（w / スティーブ・コックス）[29]
- WCWA世界6人タッグ王座：1回（w /  ケビン・フォン・エリック&ケリー・フォン・エリック）[28]

ワールド・チャンピオンシップ・レスリング
- NWA USヘビー級王座：1回[16]
- NWA世界タッグ王座（旧ミッドアトランティック版）：1回（w / ジミー・ガービン）[17]
- WCW世界タッグ王座：1回（w / ジミー・ガービン）[18]
- WCW世界6人タッグ王座：1回（w / ジミー・ガービン&バッドストリート）[30]
- WCW USタッグ王座：2回（w / ジミー・ガービン）[31]

全日本プロレス
- UNヘビー級王座：1回[9]

パワー・プロレスリング
- PPWヘビー級王座：1回

ワールド・レスリング・エンターテインメント
- WWE殿堂：2016年度（w / テリー・ゴディ、バディ・ロバーツ、ジミー・ガービン）[24]